# 松平忠恵
松平 忠恵（まつだいら ただしげ）は、江戸時代中期から後期にかけての大名。上野国小幡藩3代藩主。官位は従五位下・内膳正、宮内少輔、玄蕃頭。忠尚系奥平松平家5代。

## 生涯
天明4年（1784年）8月5日、松平忠房（2代藩主・松平忠福の嫡子）の長男として誕生。父の早世後は叔父・忠彊が嫡子となったが、忠彊も寛政10年（1798年）に早世したため、3月5日に祖父・忠福の嫡子となった。寛政11年（1799年）7月16日、祖父の死去により家督を継いだ。同年12月18日、従五位下・宮内少輔に叙任する。文化5年（1808年）7月12日、奏者番に就任する。
藩財政改革のため、緊縮財政政策を用いるが効果はなく、弘化元年（1844年）には収入に対して借金が10倍近くの7万4032両にまでなっていたと言われている。さらに農村の荒廃なども進んだ。天保9年（1838年）8月20日、若年寄に就任する。嘉永元年（1848年）10月18日、城主格となる。安政3年（1856年）6月27日、老齢を理由に五男・忠恕に家督を譲って隠居した。文久2年（1862年）2月2日に死去した。享年79。

## 鼠小僧捕獲
天保3年5月4日（1833年）夜、忠恵は浜町の江戸藩邸中屋敷において、当屋敷に盗みに入っていた鼠小僧と出くわし、家臣に捕獲させて幕府に引き渡した。これにより、鼠小僧は処刑されることとなった。
ちなみに、文政12年（1830年）の須原屋版武鑑には、浜町に所在する小幡藩江戸藩邸は存在していないが、天保4年（1834年）の武鑑では浜町かきから丁に中屋敷があると記載されており、天保年間にそれまでの永田馬場から浜町に移転していた可能性が高い。

## 系譜
父母
- 松平忠房（父）
- 政姫 ー 間部詮方の八女あるいは側室（母）

正室、継室
- 定姫 ー 蜂須賀重喜の七女（正室）
- 万千姫 ー 諏訪忠粛の娘（継室）

子女
- 松平忠孝（次男）
- 松平忠恕（五男）
- 縄姫 ー 内藤信方継室